# Xã Lincoln, Quận Cuming, Nebraska
Xã Lincoln (tiếng Anh: Lincoln Township) là một xã thuộc quận Cuming, tiểu bang Nebraska, Hoa Kỳ. Năm 2010, dân số của xã này là 199 người.